# 뮤직쇼 악바리클럽
뮤직쇼 악바리클럽은 iTV 경인방송에서 방영되었던 음악 프로그램이다.
2004년 11월 14일 iTV 파업으로 인해 종영하였다.

## 역대 방송시간
| 방송 채널 | 방송 기간                          | 방송 시간                         |
| --------- | ---------------------------------- | --------------------------------- |
| iTV       | 2003년 4월 13일 ~ 2003년 10월 26일 | 매주 일요일 저녁 7:05 ~ 밤 8:05   |
| iTV       | 2003년 11월 2일 ~ 2004년 7월 4일   | 매주 일요일 저녁 7:00 ~ 밤 8:00   |
| iTV       | 2004년 7월 11일 ~ 2004년 11월 14일 | 매주 일요일 오후 5:15 ~ 저녁 6:15 |

## 방송 회차

### 2003년
| 회차 | 방송일    | 출연자 (제목)                                                                                            |
| ---- | --------- | --- |
| 1회  | 4월 13일  | 드렁큰 타이거, 5tion, 클레오, MC The Max, 애즈 원, 위치스, 이기찬                                        |
| 2회  | 4월 20일  | 포지션, 박지윤, 드렁큰 타이거, 리치, 애즈 원, 마야, 모닝                                                 |
| 3회  | 4월 27일  | 조성모, 박지윤, 소찬휘, 한경일, 버블시스터즈, 위치스, 마야, 5tion, 모닝                                  |
| 4회  | 5월 4일   | NRG, 베이비복스, F-iv, 노바소닉, G- masta, 윤여규, 거미, 웨스트, 야다                                    |
| 5회  | 5월 11일  | MC The MAX, 자전거 탄 풍경, 더더, 위치스, 카밀라, MENSA, 로렐라이                                        |
| 6회  | 5월 18일  | 베이비복스, 러브홀릭, TIM, G-masta, 서연, 더더, 강창훈, 더 골드, 큐빅                                    |
| 7회  | 5월 25일  | The 자두, 카밀라, TIM, 모닝, MENSA, 예인, 큐빅, 더더, 웨스트, 지기독, 로렐라이                           |
| 8회  | 6월 1일   | 노을, G-masta, 타카피, 팀, 지기독, 서연, 엠씨 스나이퍼, 윤여규, D.O.A, 킹조                              |
| 9회  | 6월 8일   | 더 자두, 이적, 큐빅, 모닝, 팀, 킹조, 나리, 이재진, 더 골드, 예인, 리치                                   |
| 10회 | 6월 15일  | 보아, 한경일, 코요태, 팀, 소찬휘, 김진표, 더 자두, 드렁큰 타이거, 고현욱                                 |
| 11회 | 6월 22일  | 베이비 복스, 야다, 러브홀릭, 드렁큰 타이거, 장연주, 웨스트, 카밀라, 정민, 서브웨이                       |
| 12회 | 6월 29일  | 캔, 드렁큰 타이거, 더더, 더 자두, 노바소닉, Tim, 위치스, 예인, 이재진                                    |
| 13회 | 7월 6일   | K-POP, 이적, 박혜경, 유노, 데프콘, 팀, 슈가, 린애, 원투, DOA                                             |
| 14회 | 7월 13일  | 베이비복스, 위드, 더 자두, 모닝, 로렐라이, Mix, 팀, 테이크, 킹조, 원투, 김진표                           |
| 15회 | 7월 20일  | 이정현, NRG, 장연주, MC Sniper, Tim, 원투, 더더, Mix, 마일스톤, 디베이스                                 |
| 16회 | 7월 27일  | 옥주현, 이정현, 김현성, 박혜경, D-Bace, Mix, U-Kno, 소리, 카밀라, 더칼라, 서연, 영스타                   |
| 17회 | 8월 3일   | 박혜경, 더더, 모닝, 리쌍, 나비효과, MC Sniper, 올리버, 뜨거운 감자, 킹조, 디스코트럭, Tim, 큐빅          |
| 18회 | 8월 10일  | 큐빅, 유노, 나리, Tim, 더더밴드, Mix, 디스코트럭, 서브웨이, 소리, 넬, 웨스트                             |
| 19회 | 8월 17일  | NRG, 햅시바, L2O, 락타이거, EG, 스토니스컹크                                                             |
| 20회 | 8월 24일  | The 자두, 김현성, 영스타, 라임, 서연, MENSA                                                              |
| 21회 | 8월 31일  | 박혜경, 장연주, 넬, 나비효과, 모닝, Tim                                                                  |
| 22회 | 9월 7일   | 김현성, 김정훈, 다비, 최정원, 데프콘, Tim, 위드, 오산하, 채소연, 정민                                    |
| 23회 | 9월 14일  | 힙포켓, 플라이 투 더 스카이, 한경일, 더더밴드, 영스타밴드, 유노, 햅시바, 엄태경, 액씽, Tim, 다비, 이재진 |
| 24회 | 9월 21일  | 백지영, Tim, 김경호, 디베이스, 다비, 파인애플, 양혜승, KOSSA, 힙포켓, 큐빅, 아리랑, L2O                  |
| 25회 | 9월 28일  | 이수영, 더더밴드, 영스타, 뜨거운 감자, Mensa, 비쥬, 파랑, 하승범, ARES                                   |
| 26회 | 10월 5일  | 김현성, 오픈헤드, 박혜경, 서브웨이, 나리, 코싸, X-ing, 웨스트, L2O, 큐빅                                 |
| 27회 | 10월 12일 | 힙포켓, 레이지본, 넬, 나비효과                                                                           |
| 28회 | 10월 19일 | 조장혁, 김정훈, 양혜승, 김현성, 다나, 정철, 비쥬, 아레스, MC 한새, 다비                                  |
| 29회 | 10월 26일 | 이수영, 이기찬, 휘성, 원투, 하주신, 스토니스컹크, 조은, 육각수밴드, 여행스케치, 체리필터, 백지영         |
| 30회 | 11월 2일  | 백지영, 채연, 정민, 비쥬, 서후, 서연, 오픈헤드, 솜이, 파랑, ARES, 다비, 러브홀릭                         |
| 31회 | 11월 9일  | 코요태, 조은, 플라이 투 더 스카이, 렉시, 원투, 여우, L2O, 다나, 박혜경, RAY, 이수영, 백지영              |
| 32회 | 11월 16일 | 백지영, 피아, 이수영, 스토니스컹크, 이정, 강두, 채연, 다나, 이재수밴드, 거미, WAX                        |
| 33회 | 11월 23일 | 윤도현밴드, 비, 디베이스, 렉시, 스토니스컹크, 양혜승, 다비, 파랑                                         |
| 34회 | 11월 30일 | 이기찬, 강두, 비쥬, 바다, 스토니스컹크, BMK, Nell, SOM2, 김창현, 서연, Epik High, 투샤이                 |
| 35회 | 12월 7일  | 출연자 미상                                                                                              |
| 36회 | 12월 14일 | 조장혁, 거북이, nell, Ray, 채소연, 다나, 에픽하이, 이정민, SOM2, 양혜승, 영스타, 튜샤이, 파랑            |
| 37회 | 12월 21일 | 왁스, 코요태, 거북이, 파랑, SOM2, 스토니스컹크                                                           |
| 38회 | 12월 28일 | 연말특집 "비, 바다 미니콘서트"                                                                           |

### 2004년
| 회차 | 방송일    | 출연자                                                                                               |
| ---- | --------- | --- |
| 39회 | 1월 4일   | 디베이스, 이기찬, 구준엽, 체리필터, 스웨터, stony skunk, Hey, M22N, 이정민, Ray, Epik High           |
| 40회 | 1월 14일  | 주석, MC the max, 구준엽, 815, 리즈, 거북이, 오픈헤드, Mr. Soul, stony skunk, M.street, 정철, 강민성 |
| 41회 | 1월 18일  | 휘성, 구준엽, 이정, MC The Max, The Cross, Epik High, 거북이, 정민, 서엘, 시우, H, 이정민, 체리필터  |
| 42회 | 1월 25일  | 휘성, Stony skunk, Ray, BMK, 2Shai, 조은, M.street, 스웨터, 파랑, 하은, Tei, Hey                     |
| 43회 | 2월 1일   | 원타임, Lexy, MC The Max, 서연, 서후, Tei, 하은, H, 소민, 하승범, 채소연, 이승열, 이정민             |
| 44회 | 2월 8일   | MC The Max, Som2, 바다, Leeds, 주석, 강현수, Y * Me, 다비, 마리아, 거북이, Buzz, g.yo                |
| 45회 | 2월 15일  | 장나라, 다나, V.one, 서영은, 이민우, Som2, 하은, Leeds, Maria, 채소연                                |
| 46회 | 2월 22일  | MC The Max, 주석, M.Street, 에픽하이, Ray, Y * Me, 한성민, 리즈, g.yo, 마리아                        |
| 47회 | 2월 29일  | 부활, 다나, 투샤이, 에스더, Y * Me, M.Street, 마리아, Buzz, Shyne                                    |
| 48회 | 3월 7일   | 디바, 다나, 육각수밴드, 이정민, 채소연, 성훈, 정민, 조은, 하은                                       |
| 49회 | 3월 14일  | 화이트데이 특집 '시청자 리퀘스트 편'                                                                 |
| 50회 | 3월 21일  | 디바, H, Tei, 동방신기, 샤인, V.One, 박상민, 버즈, 주석, 소민, 엄태경                                |
| 51회 | 3월 28일  | MC The Max, 엄정화, 박상민, 량현량하, 한성민, G.고릴라, Jr, 이정민, 에픽하이, 김진우                 |
| 52회 | 4월 4일   | 엄정화, MC The Max, 디바, 하은, 마리아, Som2, G-Sharp, Ann, CL, 이정민, MC Sniper                    |
| 53회 | 4월 11일  | 엄정화, 거북이, G.고릴라, 다나, BUZZ, 815, 이승열, 량현량하, 정철, 조은, 문명진                      |
| 54회 | 4월 18일  | MC The Max, 엄정화, 강성훈, 동방신기, 한경일, Tei, 코요태, 플라워, Ann, 다나                         |
| 55회 | 4월 25일  | 코요태, 엄정화, 버즈, g.yo, 엄태경, 소민, H, 량현량하, G.고릴라, 영턱스클럽                          |
| 56회 | 5월 2일   | 강성훈, NRG, 엄정화, 고유진, 조은, Tei, F-iv, Yarn, 도로시, 하은, 이승열                             |
| 57회 | 5월 9일   | NRG, 엄정화, V.One, lyn, MC Sniper, g.yo, 량현량하, H, 내 귀에 도청장치, G#, Som2                    |
| 58회 | 5월 16일  | 코요태, 베이비복스, 강성훈, F-iv, Tei, 플라워 고유진, 도로시, K, 올리버, Ann, Lyn                    |
| 59회 | 5월 23일  | 동방신기, 엄정화, 코요태, G#, 베이비복스, Rockstone, 양혜승, 일락, H, 신혁, 마리아                   |
| 60회 | 5월 30일  | 엄정화, MC몽, F-iv, tei, After Rain, 바운스, 일락, 소민, 도로시, 이승열                              |
| 61회 | 6월 6일   | 박효신, 한경일, V.One, 량현량하, Ann, G#, MC Sniper, G.고릴라, 신혁, Lyn, 락스톤                     |
| 62회 | 6월 13일  | 박효신, 강성훈, F-iv, V.One, MC몽, 플라워 고유진, 올리버, 3Boys, 미나, 문명진, Rockstone             |
| 63회 | 6월 20일  | 코요태, 박효신, 한경일, Lyn, 하은, Ann, 스토니스컹크, Ami, M.Street, 한나, G.고릴라                  |
| 64회 | 6월 27일  | 동방신기, Buzz, MC The Max, NRG, 코요태, 박효신, MC몽, 엄정화, 박상민, 베이비 복스, F-iv, 거북이     |
| 65회 | 7월 4일   | 특집 "iFM(90.7MHz) 개국 1주년 1050 특별음악회"                                                       |
| 66회 | 7월 11일  | 특집 "iFM(90.7MHz) 개국 1주년 1050 특별음악회"                                                       |
| 67회 | 7월 18일  | 출연자 미상                                                                                          |
| 68회 | 7월 25일  | 보아, 코요태, 노을, 량현량하, 한나, K, 스토니스컹크, 이안, 3boys, K.Di, 조은, 디기리                 |
| 69회 | 8월 1일   | Summer special - 1편                                                                                 |
| 70회 | 8월 8일   | Summer special - 2편                                                                                 |
| 71회 | 8월 15일  | 코요태, Tim, NRG, 클레오, 듀크, 이정, 성현아(A.One), PB's, 허클베리핀, Ami, 프리스타일, 와와         |
| 72회 | 8월 22일  | NRG, 박화요비, 노을, 리치, 3boys, 린, 한나, 럼블피쉬, 더 넛츠, 에픽하이, 디기리                      |
| 73회 | 8월 29일  | 김종국, the nuts, 린, 유진, 스토니스컹크, 성현아, k.di, 와와, vasco                                  |
| 74회 | 9월 5일   | UN, 박효신, 듀크, 유진, 클레오, 리치, 프리스타일, K, G#, 길건                                        |
| 75회 | 9월 12일  | UN, 리치, 드렁큰 타이거, 듀크, 와와, 불독맨션, 올리버, 바비킴, 에픽하이, Jr, 루루                    |
| 76회 | 9월 19일  | Tim, 3boys, 일락, 길건, 프리스타일, the nuts, 클래지콰이, the breeze, 락스톤, 러브홀릭, K            |
| 77회 | 9월 26일  | 이정, 클레오, 루루, 내 귀에 도청장치, 일락, K, 와와, 박화요비, 3boys, 나윤권                         |
| 78회 | 10월 3일  | 리퀘스트 악바리클럽                                                                                  |
| 79회 | 10월 10일 | 이수영, JNC(제이워크+클릭비), 에픽하이, the nuts, K.pop, K.di, 유리상자, 신은성, 신혁, heart         |
| 80회 | 10월 17일 | 이수영, JNC, 락스톤, 러브홀릭, 이다오, 조은, 클래지콰이, 바바킴, 루루, 프리스타일                    |
| 81회 | 10월 24일 | 이수영, 이정, 유진, 플라워, 조이밴드, 거리의 시인들, 슈퍼특공대, 모던쥬스, 신은성, 오세준, 모펫      |
| 82회 | 10월 31일 | 이수영, 리치, 3boys, 풍경, BeBe, 고유비, 이다오, 러브홀릭, 클래지콰이, 락스톤                        |
| 83회 | 11월 7일  | 미니콘서트 - 'JNC' 편                                                                                |
| 84회 | 11월 14일 | 미니콘서트 - '김현정' 편                                                                             |

## 같이 보기
- SBS 인기가요 (SBS)
- 뮤직뱅크 (KBS 2TV)
- 쇼! 음악중심 (MBC)